# Sounds from the Thievery Hi-Fi
Albums de Thievery Corporation
The Mirror Conspiracy
Sounds from the Thievery Hi-Fi est le 1er album de Thievery Corporation sorti en 1997.

## Liste des titres
1. Warning [Dub]
2. 2001 Spliff Oddyssey
3. Shaolin Satellite
4. Transcendence
5. Universal Highness
6. Incident At Gate 7
7. Scene at the Open Air Market
8. Glass Bead Game
9. Encounter In Bahia
10. Foundation
11. Interlude
12. Oscillator
13. Assault In Babylon
14. .38.45 (A Thievery Number)
15. One
16. Sun, Moon And Stars
17. Sleeper Car